# Fili Finau
Pas d'image ? Cliquez ici

a Compétitions nationales et continentales officielles uniquement.

b Matchs officiels uniquement.
Dernière mise à jour le 28 octobre 2018.
 Fili Salesi Finau, né le 4 janvier 1972, est un ancien joueur de rugby à XV qui a joué avec l'équipe d'Australie. Il évoluait au poste de troisième ligne centre ou de troisième ligne aile (1,83 m pour 107 kg).

## Carrière
Il a disputé un test match le 16 août 1997 contre les All Blacks.

## Palmarès
- 1 test match avec l'équipe d'Australie (+1 avec XV d'Australie)